# Willington (Carolina do Sul)
Willington é uma Região censo-designada localizada no estado norte-americano de Carolina do Sul, no Condado de McCormick.

## Demografia
Segundo o censo norte-americano de 2000, a sua população era de 177 habitantes.

## Geografia
De acordo com o United States Census Bureau tem uma área de
15,6 km², dos quais 15,5 km² cobertos por terra e 0,1 km² cobertos por água. Willington localiza-se a aproximadamente 148 m acima do nível do mar.

## Localidades na vizinhança
O diagrama seguinte representa as localidades num raio de 20 km ao redor de Willington.